# クィントゥス・ムキウス・スカエウォラ (紀元前174年の執政官)
クィントゥス・ムキウス・スカエウォラ（Quintus Mucius Scaevola、 - 紀元前171年以降）は、紀元前2世紀初頭の共和政ローマの政治家・軍人。紀元前174年に執政官（コンスル）を務めた。

## 出自
古代の歴史家は、紀元前508年にローマを包囲したエトルリア王ラルス・ポルセンナを暗殺しようとして捕虜となり、その面前で自身の右手を焼いて勇気を示した、伝説的な英雄であるガイウス・ムキウス・スカエウォラ（スカエウォラは左利きの意味）をムキウス氏族の先祖としているが、現代の研究者はこれはフィクションであると考えている。実際、高官を出したムキウス氏族はプレブス（平民）系であり、歴史に登場するのは比較的遅く、紀元前220年にクィントゥス・ムキウス・スカエウォラが執政官に就任したときである（即ち、ガイウス以来300年近く歴史に登場していない）。
この紀元前220年の執政官の末子が本記事のスカエウォラである。紀元前175年の執政官プブリウス・ムキウス・スカエウォラは兄である。

## 経歴
ムキウス氏族は、同じプレブスの有力氏族であるフルウィウス氏族と政治的に結びついており、スカエウォラの出世にも重要な役割を果たした。スカエウォラは紀元前179年にプラエトル（法務官）に就任するが、これにはクィントゥス・フルウィウス・フラックスとルキウス・マンリウス・アキディヌス・フルウィアヌス（実家がフルウィウス氏族）の兄弟の支援があった。この兄弟は、二人共同年の執政官に就任している。またスカエウォラの兄のプブリウスも法務官となり、最も上位とされる首都担当法務官（プラエトル・ウルバヌス）を務めた。スカエウォラ本人はシキリア属州を担当した。スカエウォラは紀元前175年末の執政官選挙に出馬して当選するが、これは現役執政官で選挙を監督した兄プブリウスの役割も大きかった。
同僚のパトリキ（貴族）執政官はスプリウス・ポストゥミウス・アルビヌス・パウッルルスであった。執政官としてのスカエウォラの業績はほとんど分からない。ティトゥス・リウィウスの『ローマ建国史』の第41巻が該当箇所なのだが、欠落部分が多いためである。分かることは、パウッルルスとスカエウォラは新たに2個ローマ軍団を編成しようとしたが、大規模な伝染病のために困難を極めたということだけだ。
次にスカエウォラが登場するのは紀元前171年である。第三次マケドニア戦争が勃発し、スカエウォラはトリブヌス・ミリトゥム（高級幕僚）として執政官プブリウス・リキニウス・クラッススが率いる軍と共に、バルカン半島に渡った。ローマ軍の敗北に終わったテッサリアのカッリキヌスの戦いででは、彼は戦列の中央部を指揮した。クラッススは後にスカエウォラに2,000人の分遣隊を提供し、これらの部隊でアエトリアのアンブラキアを占領するように彼に命じた。
その後のスカエウォラに関する記録はないが、紀元前171年の時点では比較的若かったと思われる。

## 子孫
紀元前117年の執政官クィントゥス・ムキウス・スカエウォラは子孫である。同時代人からアウグルというあだ名で呼ばれた優れた法律家でもあった。

## 参考資料

### 古代の資料
- ティトゥス・リウィウス『ローマ建国史』

### 研究書
- Egorov A. Mutsii Stcevola, Licinius of Crassus and Julia Caesari (Roman intelligentsia and the crisis of the late I - early II centuries BC) // Mnemon. - 2003. - No. 2 . - S. 191-204 .
- Broughton R. Magistrates of the Roman Republic. - New York, 1951. - Vol. I. - P. 600.
- Münzer F. Mucius // Paulys Realencyclopädie der classischen Altertumswissenschaft . - 1933. - Bd. XVI, 1. - Kol. 412-414.
- Münzer F. Mucius 16 // Paulys Realencyclopädie der classischen Altertumswissenschaft . - 1933. - Bd. XVI, 1. - Kol. 424-425.
- Münzer F. Mucius 20 // Paulys Realencyclopädie der classischen Altertumswissenschaft . - 1933. - Bd. XVI, 1. - Kol. 430.
- Münzer F. Mucius 21 // Paulys Realencyclopädie der classischen Altertumswissenschaft . - 1933. - Bd. XVI, 1. - Kol. 430-436.